# Claudio Gabis (álbum)
Claudio Gabis es el segundo álbum de estudio solista del músico y pedagogo homónimo, uno de los cinco mejores guitarristas de Argentina según la revista Rolling Stone. Fue producido, publicado y distribuido en 1974 por el sello Microfón. Estilísticamente está más enfocado al blues y no tanto a la psicodelia como su predecesor.

## Historia
Al igual que en su primer disco solista, Claudio Gabis contó para esta ocasión con diversos músicos de Billy Bond y La Pesada del Rock and Roll, solo que en este caso serían artistas como Charly García (acreditado como Charlie), David Lebón y Black Amaya quienes participaron de las sesiones, además de su compañero habitual desde épocas de Manal, el bajista y cantante Alejandro Medina.

## Composición y grabación
Las sesiones de grabación se realizaron en los estudios Phonalex, en Núñez, durante 1973. Se registraron ocho temas, todos letra y música de Claudio Gabis. Son cinco blues, dos rock y una canción, según la propia portada del álbum. Tres de los temas son instrumentales.

## Portada
La tapa del álbum nos presenta una sesión de fotos del artista dispuesta en mosaico, donde al parecer habría treinta y seis fotografías diferentes, estando las centrales tapadas por una rockola de la que el mismo Gabis parece estar saliendo con su guitarra.
En la contraportada encontramos una de las fotos pequeñas que aparecen en el frontal, con el artista en posición de medio loto y tocando su Gibson SG roja. Alrededor de dicha fotografía el resto de la contraportada es de color negro, y aparecen indicados los temas, intérpretes, y otros datos del álbum.
Al igual que en el primer disco solista de Gabis, el arte gráfico de este álbum es obra de Juan Gatti.

## Lista de canciones
Todas por Claudio Gabis.

| Lado A |                                |                     |          |  |
| N.º    | Título                         | Vocalista principal | Duración |  |
| 1.     | «Esto se acaba aquí»           | David Lebón         |          |  |
| 2.     | «Blues de la tierra supernova» | Alejandro Medina    |          |  |
| 3.     | «Danza del mago»               | (instrumental)      |          |  |
| 4.     | «Tema de Sonia»                | (instrumental)      |          |  |

| Lado B |                                |                     |          |  |
| N.º    | Título                         | Vocalista principal | Duración |  |
| 5.     | «Bajando a Buenos Aires»       | Alejandro Medina    |          |  |
| 6.     | «Blues de un domingo lluvioso» | David Lebón         |          |  |
| 7.     | «El amor tiene cara de oso»    | (instrumental)      |          |  |
| 8.     | «Me voy lejos de la ciudad»    | Alejandro Medina    |          |  |

## Créditos
- Claudio Gabis: guitarra eléctrica, guitarra acústica, armónica, piano y coros

Músicos de sesión
- Charly García: órgano Hammond
- David Lebon: voz y coros
- Alejandro Medina: bajo eléctrico, voz
- Emilio Kauderer: piano eléctrico
- Black Amaya: batería
- Juan Rodríguez: batería y accesorios
- Billy Bond: coros y palmas
- Jorge Pinchevsky: violín
- Carlos Ábalos: coros y palmas

Otros
- Jorge Fisbein: fotos
- Juan Gatti: arte
- Jorge Álvarez: producción ejecutiva
- Billy Bond: producción